# Heeresgruppe Mitte
L'Heeresgruppe Mitte (in italiano: Gruppo d'armate Centro) è stata la denominazione di due distinte unità strategiche dell'esercito tedesco, entrambe operanti durante la seconda guerra mondiale sul fronte orientale.
Il primo Gruppo d'armate Centro fu costituito nell'ambito della preparazione dell'Operazione Barbarossa, che avrebbe portato alla guerra tra la Germania nazista e l'Unione Sovietica. Dall'inizio delle operazioni (il 22 giugno 1941) il Gruppo d'armate Centro ha sempre svolto un ruolo fondamentale nel dispositivo bellico tedesco in quello scenario. 
Quando la potente offensiva sovietica del gennaio 1945 sfondò le linee di questa unità, portando all'accerchiamento dei resti del gruppo d'armate presso la sacca di Königsberg, Adolf Hitler ordinò una riorganizzazione dell'apparato difensivo tedesco: tale riorganizzazione tuttavia si risolse in buona sostanza unicamente con un cambio di denominazione di unità già operanti sul campo di battaglia. Quello che fino ad allora era stato denominato "Gruppo d'armate Centro" diventò il "Gruppo d'armate Nord", mentre quello precedentemente denominato "Gruppo d'armate A" venne rinominato "Gruppo d'armate Centro".
La storia di questa nuova unità fu breve, come del resto fu breve il cammino che portò alla caduta del Terzo Reich. Dopo una serie di sconfitte e ripiegamenti verso la Cecoslovacchia, il nuovo Gruppo d'armate Centro fu definitivamente sconfitto dai sovietici dopo l'offensiva di Praga.

## Costituzione
Al momento della sua costituzione nel giugno 1941, comandante in capo del Gruppo d'armate Centro fu nominato il Feldmaresciallo Fedor von Bock.
Ne facevano parte le seguenti unità:
- 2. Panzergruppe (Guderian)
  - XXIV. Panzerkorps (Geyr von Schweppenburg)
    - 1ª Div. Cav., 3ª Div. Pz., 4ª Div. Pz., 10ª Div. Mot., 267ª Div. Fant.

  - XLVI. Panzerkorps (Heinrich von Vietinghoff)
    - Div. SS "Das Reich", 10ª Div. Pz., Reg. Fant. "Grossdeutschland"

  - XLVII. Panzerkorps (Joachim Lemelsen)
    - 17ª Div. Pz., 18ª Div. Pz, 29ª Div. Mot., 167ª Div. Fant.

  - XII Corpo d'Armata (Walter Schroth)
    - 31ª Div. Fant., 34ª Div. Fant., 45ª Div. Fant.
- IV Armata (Günther von Kluge)
  - VII Corpo d'Armata (Wilhelm Fahrmbacher)
    - 7ª Div. Fant., 23ª Div. Fant., 258ª Div. Fant., 268ª Div. Fant., 221ª Div. Fant.

  - IX Corpo d'Armata (Geyer)
    - 137ª Div. Fant., 263ª Div. Fant., 292ª Div. Fant.

  - XIII Corpo d'Armata (Hans-Gustav Felber)
    - 17ª Div. Fant., 78ª Div. Fant.

  - XLIII Corpo d'Armata (Gotthard Heinrici)
    - 131ª Div. Fant., 134ª Div. Fant., 252ª Div. Fant., Riserva: 286ª Div. Fant.
- IX Armata (Adolf Strauß)
  - VIII Corpo d'Armata (Walter Heitz)
    - 8ª Div. Fant., 28ª Div. Fant., 161ª Div. Fant.

  - XX Corpo d'Armata (Friedrich Materna)
    - 162ª Div. Fant., 256ª Div. Fant.

  - XLII Corpo d'Armata (Walter Kuntze)
    - 87ª Div. Fant., 102ª Div. Fant., 129ª Div. Fant., Riserva: 403ª Div. Fant.
- 3. Panzergruppe (Hermann Hoth)
  - V Corpo d'Armata (Richard Ruoff)
    - 5ª Div. Fant., 35ª Div. Fant.

  - VI Corpo d'Armata (Otto-Wilhelm Förster)
    - 6ª Div. Fant., 26ª Div. Fant.

  - XXXIX Panzerkorps (Arthur Schmidt)
    - 7ª Div. Pz., 20ª Div. Pz., 14ª Div. Mot., 20ª Div. Mot.

  - LVII Panzerkorps (Adolf-Friedrich Kuntzen)
    - 12ª Div. Pz., 18ª Div. Pz., 19ª Div. Pz.

Alle spalle del Gruppo d'armate Centro era posizionata, come riserva strategica dell'OKH la II Armata del Generale von Weichs, pronta ad entrare in battaglia agli ordini di von Bock quando il fronte si sarebbe allargato.

## Operazione Barbarossa (1941)
Il 22 giugno 1941 la Wehrmacht lanciò il suo attacco a sorpresa attraverso il confine sovietico. Al Gruppo d'armate Centro era stato assegnato l'obiettivo di sfondare il settore centrale del fronte, occupando la Bielorussia e le posizioni difensive lungo la strada per Mosca.
Per adempiere a questo compito, il comando del gruppo di armate progettò un'avanzata secondo i classici canoni del Blitzkrieg: fece infatti ampio uso di punte corazzate che si infiltravano profondamente entro il territorio nemico, onde creare il panico attraverso le sue linee e accerchiarne le unità combattenti.
Fu così che il Gruppo d'armate Centro si lanciò in una rapida corsa nel territorio sovietico, alla ricerca di una vittoria decisiva che avrebbe risolto la guerra sul fronte orientale: tale vittoria, nonostante il raggiungimento di importanti successi parziali, però non arrivò mai.

### Offensiva in Bielorussia
Data l'assoluta rilevanza degli obiettivi strategici affidati a questa unità, il Gruppo d'armate Centro disponeva della maggior parte delle truppe combattenti tedesche; in particolare operavano sotto il suo comando la maggior parte dei reparti corazzati, inquadrati nel 2. e 3. Panzergruppe agli ordini dei Generali Heinz Guderian ed Hermann Hoth. 

L'effetto sorpresa, la preparazione delle unità combattenti e l'abilità dei comandanti portò inizialmente il Gruppo d'armate Centro a grandi risultati: a fine agosto del 1941 (a soli due mesi dall'inizio dello scontro) l'intero settore bielorusso era stato conquistato. Le due gigantesche manovre a tenaglia che portarono alla caduta di Minsk e Smolensk, pur non riuscendo completamente nel loro intento di circondare tutte le armate sovietiche nell'area, causarono all'Armata rossa un danno molto grave: nella prima sacca furono catturati quasi 290.000 soldati; nella seconda invece i prigionieri furono oltre 300.000.

### L'arresto alle porte di Mosca
Quando dopo la caduta di Smolensk le porte di Mosca sembravano ormai aperte, Hitler ordinò al Gruppo d'armate Centro di arrestare la corsa verso la capitale. La nuova priorità strategica indicata dal Führer era quella di conquistare l'Ucraina e la sua capitale Kiev. A causare questo colossale cambio di rotta furono le preoccupazioni del dittatore tedesco di proteggere il fianco destro del Gruppo d'armate Centro (ritenuto eccessivamente scoperto) e di accaparrarsi le ingenti risorse agricole ucraine prima dell'inverno. 

Allo scopo di garantire il pieno successo nella battaglia per la conquista di Kiev, il Führer dispose anche che, per tutta la durata delle operazioni, il 2. Panzergruppe di Guderian fosse trasferito a sud, allo scopo di supportare l'azione del Gruppo d'armate Sud che stava dirigendo verso la capitale ucraina.

La decisione venne pesantemente contestata dall'alto comando tedesco e dagli ufficiali dello stesso Gruppo d'armate Centro; tuttavia le loro critiche rimasero inascoltate. Ad ogni modo, con questo cambio di rotta, sfumò probabilmente la sola occasione tedesca di mettere le mani su Mosca.

### Unità operative tra giugno e agosto 1941
- Panzergruppe 2
- Panzergruppe 3
- 2. Armee
- 4. Armee
- 9. Armee

## Battaglia di Mosca e ripiegamento (1941-1942)

### Operazione Tifone
L'offensiva tedesca verso Mosca riprese il 22 settembre 1941, ma il ritardo nell'avvio delle operazioni determinato dalla battaglia di Kiev fu fatale per le ambizioni di successo della Wehrmacht. Le piogge autunnali avevano riempito le strade di fango, limitando la mobilità delle truppe corazzate; un novembre insolitamente rigido, inoltre, colse i tedeschi assolutamente impreparati da un punto di vista logistico.
Il nuovo assalto tedesco iniziò con un successo fenomenale contro le difese russe tra Vjaz'ma e Brjansk. Il Generale Günther Blumentritt, capo del Dipartimento operazioni dell'OKH descrisse quell'operazione come una sorta di «Canne moderna, su una scala molto maggiore dell'antica». Il centro del fronte tedesco era costituito dalla IV Armata di von Kluge, mentre sulle ali il 3. e il 4. Panzergruppe compivano una manovra a tenaglia che chiuse le divisioni sovietiche in una sacca. Fu un successo straordinario: ben 600.000 soldati sovietici caddero prigionieri.
Da sud il 2. Panzergruppe di Guderian si lanciò verso Mosca per investire le retrovie dello schieramento russo oltre la Desna. A costo di tremende sofferenze i tedeschi arrivarono fino ai sobborghi di Mosca, ma la controffensiva sovietica dell'inverno 1941-1942 respinse indietro le truppe attaccanti, costringendo il Gruppo d'armate Centro a un ripiegamento verso occidente.

### La controffensiva sovietica
Il 6 dicembre 1941 iniziò la controffensiva sovietica contro il Gruppo d'armate Centro. Le sei armate tedesche (di cui tre corazzate) furono attaccate da ben due Fronti sovietici: quello "Ovest", al comando di Žukov con ben nove armate a disposizione, e quello "Kallin", al comando di Konev con altre quattro armate.
Nessuno nel comando tedesco aveva ritenuto fino ad allora che i sovietici disponessero ancora di così importanti riserve. Anzi, quando nelle settimane precedenti molti ufficiali resero note ai più alti vertici militari tedeschi le loro perplessità circa il proseguimento della spinta verso Mosca, il Capo di Stato maggiore dell'esercito (Generale Franz Halder) disse che c'era addirittura motivo di ritenere che la resistenza sovietica fosse sul punto di essere spezzata.
Il Gruppo d'armate Centro fu attaccato frontalmente dalle truppe di Žukov, mentre gli uomini di Konev provarono ad aggirarlo con un attacco sul fianco sinistro. L'offensiva sovietica ottenne notevoli risultati, costringendo il Gruppo d'armate Centro ad arretrare ad una distanza che variava dai 100 ai 250 km dalla capitale; tuttavia lo schema di difesa elastica messo in piedi dal comando tedesco riuscì a evitare il crollo del fronte e a mantenere importanti punti strategici come Ržev.

### Primi dissidi nel comando tedesco
Le reazioni del comando tedesco alla controffensiva sovietica dell'inverno 1941-1942 evidenziarono per la prima volta in modo palese i dissidi profondi tra il Führer e gli alti ufficiali tedeschi. Mentre Hitler negò categoricamente un ripiegamento generalizzato del fronte verso occidente, autorevoli generali e i vertici dell'oberkommando des Heeres spingevano insistentemente proprio verso questa soluzione.
A fare le spese di questo dissidio furono molti generali di primissimo livello, primo tra tutti anche il Feldmaresciallo von Brauchitsch, Comandante in capo dell'esercito.
Anche il Gruppo d'armate Centro subì avvicendamenti nella sua linea di comando: il 19 dicembre venne destituito il feldmaresciallo Fedor von Bock, comandante del gruppo d'armate, che fu sostituito dal comandante della 4.Armata Feldmaresciallo von Kluge, stessa sorte toccò al comandante della 2. Panzerarmee Heinz Guderian, rimpiazzato dal generale Rudolf Schmidt.
Tuttavia, storici come Basil Liddell Hart sostengono che la scelta di Adolf Hitler di vietare un ripiegamento su vasta scala nell'inverno del 1941 abbia evitato ai tedeschi una rotta simile a quella che aveva subito Napoleone: sotto l'arrembante spinta sovietica e nelle proibitive condizioni meteo del fronte orientale, qualsiasi ritirata avrebbe potuto tramutarsi in una rotta e per un attimo sembrò davvero che la Wehrmacht potesse dissolversi nella neve dell'inverno russo. Gli ufficiali tedeschi incominciarono a rileggere la sinistra descrizione della ritirata della Grande Armata fatta da Armand Augustin Louis de Caulaincourt nel 1812 fino a divenirne ossessionati, tuttavia l'ordine di resistenza a oltranza del Führer, unito al coraggio e al sacrificio dei soldati tedeschi riuscirono a scongiurare la catastrofe.

### Unità operative tra dicembre 1941 e maggio 1942
- 2. Armee (Maximilian von Weichs)
  - LIII. Armeekorps (Karl Weisenberger)
    - 56ª Div. Fant., 31. Divª Fant., 167ª Div. Fant.

  - LXIII. Armeekorps (Gotthard Heinrici)
    - 52ª Div. Fant., 131ª Div. Fant.

  - XIII. Armeekorps (Hans-Gustav Felber)
    - 260ª Div. Fant., 17ª Div. Fant., Riserva: 112ª Div. Fant.
- Panzergruppe 2 (Guderian, poi Rudolf Schmidt)
  - XXXIV. Armeekorps (Hermann Metz)
    - 45ª Div. Fant., 134ª Div. Fant.

  - XXXV. Armeekorps (Kempfe)
    - 95ª Div. Fant., 296ª Div. Fant., 262ª Div. Fant., 293ª Div. Fant.

  - XXXXVIII. Panzerkorps (Werner Kempf)
    - 9ª Div. Pz., 16ª Div. Mot., 25ª Div. Mot.

  - XXIV. Panzerkorps (Geyer von Schweppenburg)
    - 3ª Div. Pz., 4ª Div. Pz., 10ª Div. Mot.

  - XXXXVII. Panzerkorps (Joachim Lemelsen)
    - 17ª Div. Pz., 18ª Div. Pz., 29ª Div. Mot.
- 4. Armee (von Kluge, poi Heinrici )
  - VII. Armeekorps (Fahrmbacher)
    - 197ª Div. Fant., 7ª Div. Fant., 23ª Div. Fant., 267ª Div. Fant.

  - XX. Armeekorps (Materna)
    - 268ª Div. Fant., 15ª Div. Fant., 78ª Div. Fant.

  - IX. Armeekorps (Geyer)
    - 137ª Div. Fant., 263ª Div. Fant., 183ª Div. Fant., 292ª Div. Fant.
- Panzergruppe 4 (Erich Hoepner, poi Ruoff)
  - XII. Armeekorps (Schroth)
    - 34ª Div. Fant., 98ª Div. Fant.

  - XXXX. Armeekorps (Stumme)
    - 10ª Div. Pz., 2ª Div. Pz., 258ª Div. Fant.

  - XXXXVI. Panzerkorps (von Vietinghoff)
    - 5ª Div. Pz., llª Div. Pz., 252ª Div. Fant.

  - LVII. Panzerkorps (Kuntzen)
    - 20ª Div. Pz., SS Das Reich Div. Mot., 3ª Div. Mot.
- 9. Armee (Strauß, poi Model)
  - XXVII. Armeekorps (Wager)
    - 255ª Div. Fant., 162ª Div. Fant., 86ª Div. Fant.

  - V. Armeekorps (Ruoff)
    - 5ª Div. Fant., 35ª Div. Fant., 106ª Div. Fant., 129ª Div. Fant.

  - VIII. Armeekorps (Heitz)
    - 8ª Div. Fant., 28ª Div. Fant., 87ª Div. Fant.

  - XXIII. Armeekorps (Albrecht Schubert)
    - 251ª Div. Fant., 102ª Div. Fant., 256ª Div. Fant., 206ª Div. Fant., Riserva: 161ª Div. Fant.
- Panzergruppe 3 (Hoth, poi Reinhardt)
  - LVI. Panzerkorps (Ferdinand Schaal)
    - 6ª Div. Pz., 7ª Div. Pz., 14ª Div. Mot.

  - XXXXI. Panzerkorps (Reinhardt)
    - 1ª Div. Pz., 36ª Dov. Mot.

  - VI. Armeekorps (Forster)
    - 110ª Div. Fant., 26ª Div. Fant., 6ª Div. Fant.

## La difesa in Russia (1942)

### Assalto a Ržev
La primavera del 1942 fu caratterizzata da un'intensa attività nel settore meridionale del fronte orientale; pertanto il Gruppo d'armate Centro non fu coinvolto direttamente in nuove offensive. 

I pericoli per le posizioni tedesche arrivarono unicamente dai ripetuti assalti contro il saliente di Ržev; assalti che la IX Armata riuscì a tenere sotto controllo grazie all'abile strategia difensiva del Generale Walther Model.

### La resistenza
Altro problema significativo per il gruppo d'armate Centro era rappresentato dalle attività di resistenza dietro le linee, organizzate dall'alto comando sovietico.
L'attività di questi gruppi creava problemi non da poco per le linee di comunicazione e rifornimento del Gruppo d'armate Centro: basti pensare che secondo alcune stime le sole cellule di resistenza operanti in Bielorussia potevano contare su circa 250.000 uomini, principalmente reclutati tra i soldati scampati all'accerchiamento tedesco del 1941.
Dato l'alto tasso di attività partigiana nell'area, anche truppe delle Waffen-SS e della Wehrmacht inquadrate nel Gruppo d'armate Centro furono coinvolte nella repressione.
Queste le operazioni a cui presero parte:
- Operation Bamberg: tra il 26 marzo e il 6 aprile 1942; la 707ª Divisione Fanteria supportò un reggimento slovacco in una repressione a sud di Babrujsk. Circa 5.000 persone (inclusi alcuni civili) furono uccisi e prodotti agricoli confiscati.
- Operation Fruhlingsfest: tra il 17 aprile e il 12 maggio 1944; nell'area di Polack la repressione portò alla morte di circa 7.000 resistenti.
- Operation Kormoran: tra il 25 maggio e il 17 giugno 1944; nell'area tra Minsk e Barysaŭ furono uccise 7.500 persone.

### Operazione Büffel
Il disastro di Stalingrado e il completo fallimento dell'offensiva meridionale del 1942 indebolirono sensibilmente il morale delle provate truppe tedesche.
L'OKH iniziò ad aspettarsi quindi una massiccia offensiva sovietica contro le linee del Gruppo d'armate Centro per i primi mesi del 1943.
Fu così che l'alto comando tedesco pianificò e realizzò l'operazione Büffel, ossia il piano di evacuazione del saliente di Ržev, resosi ormai eccessivamente oneroso da difendere. L'operazione si concluse con successo nel marzo 1943, con il ritorno della IX Armata nelle linee a difesa di Smolensk.

## Dall'offensiva al riflusso (1943)

### Operazione Zitadelle
Tra il 4 luglio e il 1º agosto il Gruppo d'armate Centro prese parte all'ultima offensiva lanciata dall'esercito tedesco sul fronte orientale: si trattava dell'Operazione Zitadelle che prevedeva l'assalto al saliente di Kursk occupato dalle forze sovietiche.
La IX Armata del Generale Model avrebbe dovuto attaccare il saliente da nord, ricongiungendosi con le forze della IV Armata corazzata al comando del Generale Hoth che sarebbe dovuta avanzare da sud.
La battaglia di Kursk fu la più grande battaglia di carri armati combattuta durante il secondo conflitto mondiale; la sconfitta delle forze tedesche fu dovuta principalmente all'eccessiva attesa prima di lanciare l'attacco; l'inizio dell'operazione pianificato per il 28 aprile subì una serie di ritardi e rinvii che lo portarono a scattare solo il 5 luglio. Così i sovietici già a conoscenza dei piani tedeschi da marzo, grazie alle rivelazioni dell'agente segreto conosciuto come "Lucy", ebbero tutto il tempo di fortificare pesantemente il saliente rendendolo una fortezza inespugnabile. Una volta iniziata l'offensiva infatti, specialmente nel settore della IX Armata l'attacco si impantanò subito e così dopo solo 10 giorni, viste le pesanti perdite, Hitler pose fine all'operazione "Zitadelle"  e i tedeschi persero definitivamente l'iniziativa strategica sul fronte orientale.

### Operazione Suvorov
Il Gruppo d'armate Centro fu impegnato in una seconda operazione di difesa delle sue posizioni tra l'agosto e l'ottobre del 1943 (Operazione Suvarov).
L'attacco sovietico procedette in modo lento, ma efficace; fu così che l'importante piazza di Smolensk venne riconquistata e le armate tedesche furono costrette ad arretrare sino alla linea Vicebsk-Orša-Mahilëŭ, dove riuscirono finalmente ad arrestare i sovietici.
A seguito delle sconfitte riportate, al comando del Gruppo d'armate Centro venne nominato il Generale Ernst Busch.

## Verso la capitolazione

### La linea Vicebsk-Orša-Mahilëŭ
I sovietici cercarono ripetutamente tra il novembre 1943 e il febbraio 1944 di sfondare le difese tedesche, attestate presso la linea Vicebsk-Orša-Mahilëŭ. L'intenzione del Comando supremo sovietico era quella di stringere il Gruppo d'armate Centro nel mezzo di una manovra a tenaglia, che le costringesse alla resa.
Tuttavia gli sforzi sovietici si dovettero scontrare con la grande preparazione delle unità combattenti tedesche e contro una linea di difesa molto ben fortificata negli anni precedenti. Inoltre, la conformazione del terreno in quell'area creava molti ostacoli naturali agli attaccanti; ciò permetteva ai difensori di disporre di un notevole vantaggio tattico.

### Il crollo (1944)
Il quadro mutò in modo radicale nell'estate del 1944: i sovietici iniziarono a concentrare un notevole numero di forze nell'area centrale del fronte, proprio di fronte alle posizioni difese dal Gruppo d'armate Centro.
Il Comando supremo sovietico inoltre condusse un'efficacissima operazione di intelligence, al fine di sviare i tedeschi dalle loro vere intenzioni. Convinsero, infatti, il Comando supremo tedesco che l'attacco principale sul fronte orientale sarebbe stato scatenato contro il Gruppo d'armate Nord Ucraina.
L'OKH fu tratto quindi in inganno e iniziò a dare disposizioni letali per le possibilità di respingere l'offensiva: alcune unità furono spostate dal Gruppo d'armate Centro al gruppo d'armate Nord Ucraina, esattamente come avrebbero voluto i sovietici.
L'offensiva sovietica (Operazione Bagration) fu lanciata il 22 giugno 1944: 185 divisioni sovietiche si scagliarono contro il Gruppo d'armate Centro; su un tratto di fronte di poco più di 1.000 chilometri i russi concentrarono 2,5 milioni di uomini e 6.000 carri armati.
I 500.000 effettivi del Gruppo d'armate Centro furono travolti dal peso della pressione degli attaccanti. Ben 350.000 soldati furono uccisi o catturati e le forze sovietiche arrivarono a liberare Minsk e il resto della Bielorussia entro la fine di agosto.
La II e la IV Armata furono completamente annientate nel corso dell'offensiva. Le unità furono ricostituite con truppe nuove, ma scarse di esperienza, onde essere riassegnate al Gruppo d'armate Centro.
A ristabilire l'ordine nel dissestato Gruppo d'armate Centro fu chiamato il feldmaresciallo Walther Model, esperto di difesa, che non riuscì comunque a stabilizzare il fronte se non dopo alcuni mesi. L'intervento di Model risultò comunque essere decisivo per evitare alle truppe tedesche una rotta ancora più tragica di quella che stavano subendo.
Ignorando in modo esplicito disposizioni a volte provenienti dal Führer in persona, Model organizzò brillantemente uno schema di difesa elastico, rinunciando il più delle volte a posizioni che riteneva indifendibili. Ciò permise al Gruppo d'armate Centro di stabilizzarsi e di fermare l'attacco sovietico sulle rive della Vistola. Stalin, ormai sicuro di poter arrivare a conquistare Varsavia entro agosto, fu costretto a rimandare questo obiettivo ai primi mesi dell'anno successivo.

### L'assedio di Memel
Ad aiutare il Gruppo di Armate Centro a ristabilire le proprie posizioni difensive, venne anche la decisione sovietica di spostare il baricentro dell'offensiva molto a sud, liberando il centro del fronte dalla forte pressione esercitata precedentemente. Nonostante questo, però, gli attacchi contro le posizioni tedesche non finirono certo. Tant'è che il 1° Fronte Baltico riuscì a sfondare nell'area di Memel (Klaipėda), arrivando a circondare e occupare la città entro la fine dell'anno.

## La costituzione del nuovo Gruppo (1945)

### Il fronte sulla Vistola
Il 12 gennaio 1945 iniziò una nuova azione sovietica sul fronte orientale. Entro pochissimi giorni, le truppe del Gruppo d'armate Centro furono ricacciate in territorio prussiano, oltre la Vistola. La III Armata corazzata fu circondata e annientata; la IX Armata arretrò in territorio tedesco, per essere assegnata al Gruppo d'armate A, e la II e la IV Armata vennero invece relegate alla difesa del territorio della Prussia dell'est, prima di essere sconfitte e circondate nella zona di Danzica. 
Dopo questa ennesima sconfitta, Hitler avviò una riorganizzazione del fronte di difesa tedesco in vista della necessità di difendere la Germania. Tale riorganizzazione si tradusse più che altro in un'operazione di facciata che in un sostanziale riequilibrio delle forze: il Gruppo d'armate Nord fu rinominato in Gruppo d'armate Curlandia; il Gruppo d'armate Centro fu rinominato in Gruppo d'armate Nord; il Gruppo d'armate A fu rinominato in Gruppo d'armate Centro.

### La battaglia per Berlino
Mentre il nuovo Gruppo d'armate Nord veniva sconfitto definitivamente a Danzica, il nuovo Gruppo d'armate Centro (sotto il comando del Feldmaresciallo Ferdinand Schörner) si preparava ad affrontare la battaglia di Berlino.
A disposizione di Schorner erano rimaste solo tre armate: la IV Armata corazzata, la XVII Armata e l'Armata Heinrici.
All'inizio dell'offensiva russa verso Berlino, il 1º Fronte Ucraino del Maresciallo Ivan Konev sfondò le posizioni del Gruppo d'armate Centro nel settore difeso dalla IV Armata corazzata. Fu così che le unità tedesche vennero costrette a un ampio ripiegamento verso ovest, in territorio cecoslovacco: ormai la strada verso Berlino era aperta per i sovietici.

### Capitolazione a Praga
Le truppe del Gruppo Armate Centro si ritirarono in territorio cecoslovacco, decise a difendere le posizioni a qualsiasi costo.
Il 7 maggio 1945 il capo di stato maggiore dell'OKW (Generale Alfred Jodl) firmò la capitolazione delle forze armate tedesche all'alto comando alleato. L'8 maggio un colonnello dell'OKW fu scortato attraverso le linee americane per raggiungere il comando operativo di Schorner e ordinargli la resa. Il Feldmaresciallo rispose che avrebbe anche potuto ordinare la resa alle sue truppe, ma che non poteva garantire effettivamente che esse avrebbero deposto le armi. Le reali intenzioni dell'ufficiale tedesco erano quelle di utilizzare le forze rimastegli per aprirsi un varco verso le linee occidentali e arrendersi agli americani. Tuttavia tale ipotesi non era praticabile: così il 9 maggio il comandante del Gruppo Armate Centro scappò in aereo verso Vienna, dove venne arrestato dagli americani.
Il Gruppo d'armate Centro continuò la sua lotta fino all'11 maggio, dopo un'ultima accanita e disperata lotta nelle vie di Praga.

## La resistenza al nazismo
Un ruolo spesso sottovalutato avuto dal Gruppo d'armate Centro durante la guerra fu quello di "incubatrice" degli elementi più attivi della resistenza militare al nazismo.
Maggior parte del merito di questa iniziativa fu dell'impegno del Colonnello Henning von Tresckow, primo ufficiale di stato maggiore del Gruppo d'Armate e nipote del comandante Fedor von Bock.
Grazie all'impegno di von Tresckow, arrivarono in servizio presso il Gruppo d'Armate molti giovani ufficiali antinazisti. Assieme cercarono di convincere anche ufficiali più anziani ad aderire alla resistenza e di dare all'attività della resistenza al nazismo un carattere più incisivo di quello avuto in precedenza.
La cellula della resistenza presso il Gruppo d'armate Centro restò sempre in contatto con il comando del gruppo anti-nazista a Berlino; fu proprio dopo aver ottenuto il benestare di Ludwig Beck da Berlino che gli ufficiali guidati da von Tresckow diedero inizio all'operazione Spark: l'assassinio di Adolf Hitler.
 Nonostante il coraggio di questi ufficiali l'attentato fallì; tuttavia proprio questo tentativo diede ulteriore convinzione alla resistenza che un'azione risoluta contro il regime nazista era necessaria. Da qui prese quindi avvio il percorso che portò all'organizzazione dell'attentato del 20 luglio 1944.

## Linea di comando

### Comandante in capo
- 1º aprile - 19 dicembre 1941, Generalfeldmarschall Fedor von Bock
- 19 dicembre 1941 - 28 ottobre 1943, Generalfeldmarschall Günther von Kluge
- 28 ottobre 1943 - 27 giugno 1944, Generalfeldmarschall Ernst Busch
- 27 giugno - 17 agosto 1944, Generalfeldmarschall Walther Model
- 17 agosto 1944 - 25 gennaio 1945, Generaloberst Georg-Hans Reinhardt
- 26 gennaio - 8 maggio 1945, Generalfeldmarschall Ferdinand Schörner

### Capo di stato maggiore
- 1º aprile 1941 – 1º aprile 1942, Generalmajor Hans von Greiffenberg
- 1º aprile 1942 – 1º marzo 1943, Generalleutnant Otto Wöhler
- 1º marzo 1943 – 1º settembre 1944, General der Infanterie Hans Krebs
- 1º settembre 1944 – 25 gennaio 1945, Generalleutnant Otto Heidkämper
- 26 gennaio – 15 febbraio 1945, Generalleutnant Wolfdietrich Ritter von Xylander
- 17 febbraio – 8 maggio 1945, Generalleutnant Oldwig von Natzmer

### Primo ufficiale di stato maggiore
- 1º aprile 1941 – 25 luglio 1943, Oberst Henning von Tresckow
- 25 luglio 1943 – novembre 1944, Oberst Peter von der Groeben
- novembre 1944 – 25 gennaio 1945, Oberst Albert Schindler
- 26 gennaio – 20 aprile 1945, Oberst Georg Freiherr von Weitershausen
- 21 aprile – 8 maggio 1945, Oberst Albert Schindler